# Élections municipales de 2026 dans la Loire
Pour un article plus général, voir Élections municipales françaises de 2026.
Les élections municipales dans la Loire sont prévues en mars 2026. Cette page ne traite que les communes de 2 000 habitants et plus dans la Loire.

## Résultats à l'échelle du département

### Maires sortants et maires élus
| Commune                  | Population (en 2022) | Maire sortant(e)        | Parti | Parti | Maire élu(e) | Parti | Parti |
| ------------------------ | -------------------- | ----------------------- | ----- | ----- | ------------ | ----- | ----- |
| Andrézieux-Bouthéon      | 10 312               | François Driol          |       | DVD   |              |       |       |
| Boën-sur-Lignon          | 3 017                | Anne Jouanjan           |       | DVD   |              |       |       |
| Bonson                   | 4 478                | Thierry Deville         |       | DVD   |              |       |       |
| Le Chambon-Feugerolles   | 12 307               | David Fara              |       | DVD   |              |       |       |
| Charlieu                 | 3 703                | Bruno Berthelier        |       | RE    |              |       |       |
| Chazelles-sur-Lyon       | 5 507                | Pierre Véricel          |       | DVD   |              |       |       |
| Commelle-Vernay          | 3 041                | Daniel Frechet          |       | LR    |              |       |       |
| Le Coteau                | 6 893                | Sandra Creuzet-Taite    |       | DVD   |              |       |       |
| Feurs                    | 8 370                | Marianne Darfeuille     |       | DVD   |              |       |       |
| Firminy                  | 17 128               | Julien Luya             |       | DVD   |              |       |       |
| La Fouillouse            | 4 643                | Patrick Bouchet         |       | DVD   |              |       |       |
| Fraisses                 | 3 825                | Christiane Barailler    |       | DVG   |              |       |       |
| Genilac                  | 3 821                | Denis Barriol           |       | UDI   |              |       |       |
| La Grand-Croix           | 4 951                | Luc François            |       | DVD   |              |       |       |
| L'Horme                  | 4 868                | Audrey Berthéas         |       | DVD   |              |       |       |
| Lorette                  | 4 896                | Gérard Tardy            |       | DVD   |              |       |       |
| Mably                    | 7 246                | Éric Peyron             |       | DVG   |              |       |       |
| Montbrison               | 16 098               | Christophe Bazile       |       | DVD   |              |       |       |
| Montrond-les-Bains       | 5 655                | Serge Percet            |       | DVD   |              |       |       |
| Pélussin                 | 3 665                | Michel Devrieux         |       | DVG   |              |       |       |
| Renaison                 | 3 220                | Laurent Beluze          |       | DVD   |              |       |       |
| La Ricamarie             | 8 162                | Cyrille Bonnefoy        |       | PCF   |              |       |       |
| Riorges                  | 11 034               | Jean-Luc Chervin        |       | PS    |              |       |       |
| Rive-de-Gier             | 15 457               | Vincent Bony            |       | PCF   |              |       |       |
| Roanne                   | 35 364               | Yves Nicolin            |       | LR    |              |       |       |
| Roche-la-Molière         | 9 853                | Éric Berlivet           |       | HOR   |              |       |       |
| Saint-Chamond            | 35 586               | Axel Dugua              |       | LR    |              |       |       |
| Saint-Étienne            | 172 569              | Gaël Perdriau           |       | DVD   |              |       |       |
| Saint-Galmier            | 5 848                | Philippe Denis          |       | DVD   |              |       |       |
| Saint-Genest-Lerpt       | 6 182                | Christian Julien        |       | DVG   |              |       |       |
| Saint-Héand              | 3 684                | Jean-Claude Crapart     |       | DVG   |              |       |       |
| Saint-Jean-Bonnefonds    | 6 594                | Marc Chavanne           |       | DVG   |              |       |       |
| Saint-Just-Saint-Rambert | 15 579               | Olivier Joly            |       | DVD   |              |       |       |
| Saint-Marcellin-en-Forez | 5 088                | Éric Lardon             |       | DVD   |              |       |       |
| Saint-Martin-la-Plaine   | 3 768                | Fauchet Martial         |       | SE    |              |       |       |
| Saint-Paul-en-Jarez      | 4 758                | Kamel Bouchou           |       | SE    |              |       |       |
| Saint-Priest-en-Jarez    | 6 318                | Christian Servant       |       | SE    |              |       |       |
| Saint-Romain-le-Puy      | 4 121                | Christian Soulier       |       | DVD   |              |       |       |
| Savigneux                | 3 489                | Marie-Thérèse Gagnaire  |       | DVD   |              |       |       |
| Sorbiers                 | 8 071                | Marie-Christine Thivant |       | PS    |              |       |       |
| Sury-le-Comtal           | 6 651                | Yves Martin             |       | DVD   |              |       |       |
| La Talaudière            | 7 103                | Ramona Gonzalez-Grail   |       | PS    |              |       |       |
| Unieux                   | 8 495                | Christophe Faverjon     |       | PCF   |              |       |       |
| Veauche                  | 8 984                | Gérard Dubois           |       | DVC   |              |       |       |
| Villars                  | 7 705                | Jordan Da Silva         |       | DVD   |              |       |       |
| Villerest                | 5 175                | Philippe Perron         |       | DVD   |              |       |       |

### Résultats en nombre de maires
| Partis       | Partis                               | Maires sortants | Maires élus | Évolution |
| ------------ | ------------------------------------ | --------------- | ----------- | --------- |
|              | Divers droite                        | 19              |             |           |
|              | Les Républicains                     | 3               |             |           |
| Total droite | Total droite                         | 22              |             |           |
|              | Divers gauche                        | 7               |             |           |
|              | Parti communiste français            | 3               |             |           |
|              | Parti socialiste                     | 3               |             |           |
| Total gauche | Total gauche                         | 13              |             |           |
|              | Divers centre                        | 7               |             |           |
|              | Agir                                 | 1               |             |           |
|              | Renaissance                          | 1               |             |           |
|              | Union des démocrates et indépendants | 1               |             |           |
| Total centre | Total centre                         | 10              |             |           |
|              | Sans étiquette                       | 8               |             |           |
| Total        | Total                                | 53              | 53          | -         |

## Résultats dans les communes de plus de 2 500 habitants

### Andrézieux-Bouthéon
- Maire sortant : François Driol (DVC)
- 33 sièges à pourvoir au conseil municipal (population légale 2022 : 10 312 habitants)
- 2 sièges à pourvoir au conseil communautaire (Saint-Étienne Métropole)

| Tête de liste | Tête de liste | Parti(s) | Nuance | Premier tour | Premier tour | Second tour | Second tour | Sièges | Sièges |
| Tête de liste | Tête de liste | Parti(s) | Nuance | Voix         | %            | Voix        | %           | CM     | CC     |
| ------------- | ------------- | -------- | ------ | ------------ | ------------ | ----------- | ----------- | ------ | ------ |

### Balbigny
- Maire sortant : Gilles Dupin (SE)
- 23 sièges à pourvoir au conseil municipal (population légale 2022 : 2 848 habitants)
- 3 sièges à pourvoir au conseil communautaire (CC de Forez-Est)

| Tête de liste | Tête de liste | Parti(s) | Nuance | Premier tour | Premier tour | Second tour | Second tour | Sièges | Sièges |
| Tête de liste | Tête de liste | Parti(s) | Nuance | Voix         | %            | Voix        | %           | CM     | CC     |
| ------------- | ------------- | -------- | ------ | ------------ | ------------ | ----------- | ----------- | ------ | ------ |

### Boën-sur-Lignon
- Maire sortante : Anne Jouanjan (DVD)
- 23 sièges à pourvoir au conseil municipal (population légale 2022 : 3 017 habitants)
- 3 sièges à pourvoir au conseil communautaire (Loire Forez Agglomération)

| Tête de liste | Tête de liste | Parti(s) | Nuance | Premier tour | Premier tour | Second tour | Second tour | Sièges | Sièges |
| Tête de liste | Tête de liste | Parti(s) | Nuance | Voix         | %            | Voix        | %           | CM     | CC     |
| ------------- | ------------- | -------- | ------ | ------------ | ------------ | ----------- | ----------- | ------ | ------ |

### Bonson
- Maire sortant : Thierry Deville (DVC)
- 27 sièges à pourvoir au conseil municipal (population légale 2022 : 4 478 habitants)
- 3 sièges à pourvoir au conseil communautaire (Loire Forez Agglomération)

| Tête de liste | Tête de liste | Parti(s) | Nuance | Premier tour | Premier tour | Second tour | Second tour | Sièges | Sièges |
| Tête de liste | Tête de liste | Parti(s) | Nuance | Voix         | %            | Voix        | %           | CM     | CC     |
| ------------- | ------------- | -------- | ------ | ------------ | ------------ | ----------- | ----------- | ------ | ------ |

### Bourg-Argental
- Maire sortant : Stéphane Heyraud (DVG)
- 23 sièges à pourvoir au conseil municipal (population légale 2022 : 2 920 habitants)
- 6 sièges à pourvoir au conseil communautaire (CC des Monts du Pilat)

| Tête de liste | Tête de liste | Parti(s) | Nuance | Premier tour | Premier tour | Second tour | Second tour | Sièges | Sièges |
| Tête de liste | Tête de liste | Parti(s) | Nuance | Voix         | %            | Voix        | %           | CM     | CC     |
| ------------- | ------------- | -------- | ------ | ------------ | ------------ | ----------- | ----------- | ------ | ------ |

### Le Chambon-Feugerolles
- Maire sortant : David Fara (DVD)
- 33 sièges à pourvoir au conseil municipal (population légale 2022 : 12 307 habitants)
- 3 sièges à pourvoir au conseil communautaire (Saint-Étienne Métropole)

| Tête de liste | Tête de liste | Parti(s) | Nuance | Premier tour | Premier tour | Second tour | Second tour | Sièges | Sièges |
| Tête de liste | Tête de liste | Parti(s) | Nuance | Voix         | %            | Voix        | %           | CM     | CC     |
| ------------- | ------------- | -------- | ------ | ------------ | ------------ | ----------- | ----------- | ------ | ------ |

### Charlieu
- Maire sortant : Bruno Berthelier (RE)
- 27 sièges à pourvoir au conseil municipal (population légale 2022 : 3 703 habitants)
- 6 sièges à pourvoir au conseil communautaire (Charlieu-Belmont Communauté)

| Tête de liste | Tête de liste | Parti(s) | Nuance | Premier tour | Premier tour | Second tour | Second tour | Sièges | Sièges |
| Tête de liste | Tête de liste | Parti(s) | Nuance | Voix         | %            | Voix        | %           | CM     | CC     |
| ------------- | ------------- | -------- | ------ | ------------ | ------------ | ----------- | ----------- | ------ | ------ |

### Chavanay
- Maire sortant : Patrick Metral (SE)
- 23 sièges à pourvoir au conseil municipal (population légale 2022 : 2 886 habitants)
- 4 sièges à pourvoir au conseil communautaire (CC du Pilat Rhodanien)

| Tête de liste | Tête de liste | Parti(s) | Nuance | Premier tour | Premier tour | Second tour | Second tour | Sièges | Sièges |
| Tête de liste | Tête de liste | Parti(s) | Nuance | Voix         | %            | Voix        | %           | CM     | CC     |
| ------------- | ------------- | -------- | ------ | ------------ | ------------ | ----------- | ----------- | ------ | ------ |

### Chazelles-sur-Lyon
- Maire sortant : Pierre Véricel (DVD)
- 29 sièges à pourvoir au conseil municipal (population légale 2022 : 5 507 habitants)
- 5 sièges à pourvoir au conseil communautaire (CC de Forez-Est)

| Tête de liste | Tête de liste | Parti(s) | Nuance | Premier tour | Premier tour | Second tour | Second tour | Sièges | Sièges |
| Tête de liste | Tête de liste | Parti(s) | Nuance | Voix         | %            | Voix        | %           | CM     | CC     |
| ------------- | ------------- | -------- | ------ | ------------ | ------------ | ----------- | ----------- | ------ | ------ |

### Commelle-Vernay
- Maire sortant : Daniel Frechet (LR)
- 23 sièges à pourvoir au conseil municipal (population légale 2022 : 3 041 habitants)
- 2 sièges à pourvoir au conseil communautaire (Roannais Agglomération)

| Tête de liste | Tête de liste | Parti(s) | Nuance | Premier tour | Premier tour | Second tour | Second tour | Sièges | Sièges |
| Tête de liste | Tête de liste | Parti(s) | Nuance | Voix         | %            | Voix        | %           | CM     | CC     |
| ------------- | ------------- | -------- | ------ | ------------ | ------------ | ----------- | ----------- | ------ | ------ |

### Le Coteau
- Maire sortante : Sandra Creuzet-Taite (DVD)
- 29 sièges à pourvoir au conseil municipal (population légale 2022 : 6 893 habitants)
- 5 sièges à pourvoir au conseil communautaire (Roannais Agglomération)

| Tête de liste | Tête de liste | Parti(s) | Nuance | Premier tour | Premier tour | Second tour | Second tour | Sièges | Sièges |
| Tête de liste | Tête de liste | Parti(s) | Nuance | Voix         | %            | Voix        | %           | CM     | CC     |
| ------------- | ------------- | -------- | ------ | ------------ | ------------ | ----------- | ----------- | ------ | ------ |

### L'Étrat
- Maire sortant : Yves Morand (DVD)
- 23 sièges à pourvoir au conseil municipal (population légale 2022 : 2 820 habitants)
- 1 siège à pourvoir au conseil communautaire (Saint-Étienne Métropole)

| Tête de liste | Tête de liste | Parti(s) | Nuance | Premier tour | Premier tour | Second tour | Second tour | Sièges | Sièges |
| Tête de liste | Tête de liste | Parti(s) | Nuance | Voix         | %            | Voix        | %           | CM     | CC     |
| ------------- | ------------- | -------- | ------ | ------------ | ------------ | ----------- | ----------- | ------ | ------ |

### Feurs
- Maire sortante : Marianne Darfeuille (DVD)
- 29 sièges à pourvoir au conseil municipal (population légale 2022 : 8 370 habitants)
- 9 sièges à pourvoir au conseil communautaire (CC de Forez-Est)

| Tête de liste | Tête de liste | Parti(s) | Nuance | Premier tour | Premier tour | Second tour | Second tour | Sièges | Sièges |
| Tête de liste | Tête de liste | Parti(s) | Nuance | Voix         | %            | Voix        | %           | CM     | CC     |
| ------------- | ------------- | -------- | ------ | ------------ | ------------ | ----------- | ----------- | ------ | ------ |

### Firminy
- Maire sortant : Julien Luya (DVD)
- 33 sièges à pourvoir au conseil municipal (population légale 2022 : 17 128 habitants)
- 4 sièges à pourvoir au conseil communautaire (Saint-Étienne Métropole)

| Tête de liste | Parti(s) | Nuance | Premier tour | Premier tour | Second tour | Second tour | Sièges | Sièges |
| Tête de liste | Parti(s) | Nuance | Voix         | %            | Voix        | %           | CM     | CC     |
| Julien Luya   | DVD      | DVD    |              |              |             |             |        |        |
| Ali Ortaoren  |          |        |              |              |             |             |        |        |
| ------------- | -------- | ------ | ------------ | ------------ | ----------- | ----------- | ------ | ------ |

### La Fouillouse
- Maire sortant : Patrick Bouchet (DVD)
- 27 sièges à pourvoir au conseil municipal (population légale 2022 : 4 643 habitants)
- 1 siège à pourvoir au conseil communautaire (Saint-Étienne Métropole)

| Tête de liste | Tête de liste | Parti(s) | Nuance | Premier tour | Premier tour | Second tour | Second tour | Sièges | Sièges |
| Tête de liste | Tête de liste | Parti(s) | Nuance | Voix         | %            | Voix        | %           | CM     | CC     |
| ------------- | ------------- | -------- | ------ | ------------ | ------------ | ----------- | ----------- | ------ | ------ |

### Fraisses
- Maire sortante : Christiane Barailler (DVG)
- 27 sièges à pourvoir au conseil municipal (population légale 2022 : 3 825 habitants)
- 1 siège à pourvoir au conseil communautaire (Saint-Étienne Métropole)

| Tête de liste | Tête de liste | Parti(s) | Nuance | Premier tour | Premier tour | Second tour | Second tour | Sièges | Sièges |
| Tête de liste | Tête de liste | Parti(s) | Nuance | Voix         | %            | Voix        | %           | CM     | CC     |
| ------------- | ------------- | -------- | ------ | ------------ | ------------ | ----------- | ----------- | ------ | ------ |

### Genilac
- Maire sortant : Denis Barriol (UDI)
- 27 sièges à pourvoir au conseil municipal (population légale 2022 : 3 821 habitants)
- 1 siège à pourvoir au conseil communautaire (Saint-Étienne Métropole)

| Tête de liste | Tête de liste | Parti(s) | Nuance | Premier tour | Premier tour | Second tour | Second tour | Sièges | Sièges |
| Tête de liste | Tête de liste | Parti(s) | Nuance | Voix         | %            | Voix        | %           | CM     | CC     |
| ------------- | ------------- | -------- | ------ | ------------ | ------------ | ----------- | ----------- | ------ | ------ |

### La Grand-Croix
- Maire sortant : Luc François (DVD)
- 27 sièges à pourvoir au conseil municipal (population légale 2022 : 4 951 habitants)
- 1 siège à pourvoir au conseil communautaire (Saint-Étienne Métropole)

| Tête de liste | Tête de liste | Parti(s) | Nuance | Premier tour | Premier tour | Second tour | Second tour | Sièges | Sièges |
| Tête de liste | Tête de liste | Parti(s) | Nuance | Voix         | %            | Voix        | %           | CM     | CC     |
| ------------- | ------------- | -------- | ------ | ------------ | ------------ | ----------- | ----------- | ------ | ------ |

### L'Horme
- Maire sortante : Audrey Berthéas (DVD)
- 27 sièges à pourvoir au conseil municipal (population légale 2022 : 4 868 habitants)
- 2 sièges à pourvoir au conseil communautaire (Saint-Étienne Métropole)

| Tête de liste | Tête de liste | Parti(s) | Nuance | Premier tour | Premier tour | Second tour | Second tour | Sièges | Sièges |
| Tête de liste | Tête de liste | Parti(s) | Nuance | Voix         | %            | Voix        | %           | CM     | CC     |
| ------------- | ------------- | -------- | ------ | ------------ | ------------ | ----------- | ----------- | ------ | ------ |

### Lorette
- Maire sortant : Gérard Tardy (DVD)
- 27 sièges à pourvoir au conseil municipal (population légale 2022 : 4 896 habitants)
- 2 sièges à pourvoir au conseil communautaire (Saint-Étienne Métropole)

| Tête de liste | Tête de liste | Parti(s) | Nuance | Premier tour | Premier tour | Second tour | Second tour | Sièges | Sièges |
| Tête de liste | Tête de liste | Parti(s) | Nuance | Voix         | %            | Voix        | %           | CM     | CC     |
| ------------- | ------------- | -------- | ------ | ------------ | ------------ | ----------- | ----------- | ------ | ------ |

### Mably
- Maire sortant : Éric Peyron (DVG)
- 29 sièges à pourvoir au conseil municipal (population légale 2022 : 7 246 habitants)
- 5 sièges à pourvoir au conseil communautaire (Roannais Agglomération)

| Tête de liste | Parti(s) | Nuance | Premier tour | Premier tour | Second tour | Second tour | Sièges | Sièges |
| Tête de liste | Parti(s) | Nuance | Voix         | %            | Voix        | %           | CM     | CC     |
| Éric Peyron   | DVG      | DVG    |              |              |             |             |        |        |
| ------------- | -------- | ------ | ------------ | ------------ | ----------- | ----------- | ------ | ------ |

### Montbrison
- Maire sortant : Christophe Bazile (DVD)
- 33 sièges à pourvoir au conseil municipal (population légale 2022 : 16 098 habitants)
- 14 sièges à pourvoir au conseil communautaire (Loire Forez Agglomération)

| Tête de liste | Tête de liste | Parti(s) | Nuance | Premier tour | Premier tour | Second tour | Second tour | Sièges | Sièges |
| Tête de liste | Tête de liste | Parti(s) | Nuance | Voix         | %            | Voix        | %           | CM     | CC     |
| ------------- | ------------- | -------- | ------ | ------------ | ------------ | ----------- | ----------- | ------ | ------ |

### Montrond-les-Bains
- Maire sortant : Serge Percet (DVD)
- 29 sièges à pourvoir au conseil municipal (population légale 2022 : 5 655 habitants)
- 5 sièges à pourvoir au conseil communautaire (CC de Forez-Est)

| Tête de liste | Tête de liste | Parti(s) | Nuance | Premier tour | Premier tour | Second tour | Second tour | Sièges | Sièges |
| Tête de liste | Tête de liste | Parti(s) | Nuance | Voix         | %            | Voix        | %           | CM     | CC     |
| ------------- | ------------- | -------- | ------ | ------------ | ------------ | ----------- | ----------- | ------ | ------ |

### Panissières
- Maire sortant : Christian Mollard (SE)
- 23 sièges à pourvoir au conseil municipal (population légale 2022 : 2 882 habitants)
- 3 sièges à pourvoir au conseil communautaire (CC de Forez-Est)

| Tête de liste | Tête de liste | Parti(s) | Nuance | Premier tour | Premier tour | Second tour | Second tour | Sièges | Sièges |
| Tête de liste | Tête de liste | Parti(s) | Nuance | Voix         | %            | Voix        | %           | CM     | CC     |
| ------------- | ------------- | -------- | ------ | ------------ | ------------ | ----------- | ----------- | ------ | ------ |

### Pélussin
- Maire sortant : Michel Devrieux (DVG)
- 27 sièges à pourvoir au conseil municipal (population légale 2022 : 3 665 habitants)
- 5 sièges à pourvoir au conseil communautaire (CC du Pilat Rhodanien)

| Tête de liste | Tête de liste | Parti(s) | Nuance | Premier tour | Premier tour | Second tour | Second tour | Sièges | Sièges |
| Tête de liste | Tête de liste | Parti(s) | Nuance | Voix         | %            | Voix        | %           | CM     | CC     |
| ------------- | ------------- | -------- | ------ | ------------ | ------------ | ----------- | ----------- | ------ | ------ |

### Pouilly-sous-Charlieu
- Maire sortant : Philippe Jarsaillon (SE)
- 23 sièges à pourvoir au conseil municipal (population légale 2022 : 2 584 habitants)
- 4 sièges à pourvoir au conseil communautaire (Charlieu-Belmont Communauté)

| Tête de liste | Tête de liste | Parti(s) | Nuance | Premier tour | Premier tour | Second tour | Second tour | Sièges | Sièges |
| Tête de liste | Tête de liste | Parti(s) | Nuance | Voix         | %            | Voix        | %           | CM     | CC     |
| ------------- | ------------- | -------- | ------ | ------------ | ------------ | ----------- | ----------- | ------ | ------ |

### Renaison
- Maire sortant : Laurent Beluze (DVC)
- 23 sièges à pourvoir au conseil municipal (population légale 2022 : 3 220 habitants)
- 2 sièges à pourvoir au conseil communautaire (Roannais Agglomération)

| Tête de liste | Tête de liste | Parti(s) | Nuance | Premier tour | Premier tour | Second tour | Second tour | Sièges | Sièges |
| Tête de liste | Tête de liste | Parti(s) | Nuance | Voix         | %            | Voix        | %           | CM     | CC     |
| ------------- | ------------- | -------- | ------ | ------------ | ------------ | ----------- | ----------- | ------ | ------ |

### La Ricamarie
- Maire sortant : Cyrille Bonnefoy (PCF)
- 29 sièges à pourvoir au conseil municipal (population légale 2022 : 8 162 habitants)
- 2 sièges à pourvoir au conseil communautaire (Saint-Étienne Métropole)

| Tête de liste | Tête de liste | Parti(s) | Nuance | Premier tour | Premier tour | Second tour | Second tour | Sièges | Sièges |
| Tête de liste | Tête de liste | Parti(s) | Nuance | Voix         | %            | Voix        | %           | CM     | CC     |
| ------------- | ------------- | -------- | ------ | ------------ | ------------ | ----------- | ----------- | ------ | ------ |

### Riorges
- Maire sortant : Jean-Luc Chervin (PS)
- 33 sièges à pourvoir au conseil municipal (population légale 2022 : 11 034 habitants)
- 7 sièges à pourvoir au conseil communautaire (Roannais Agglomération)

| Tête de liste    | Parti(s) | Nuance | Premier tour | Premier tour | Second tour | Second tour | Sièges | Sièges |
| Tête de liste    | Parti(s) | Nuance | Voix         | %            | Voix        | %           | CM     | CC     |
| Jean-Luc Chervin | PS       | DVG    |              |              |             |             |        |        |
| ---------------- | -------- | ------ | ------------ | ------------ | ----------- | ----------- | ------ | ------ |

### Rive-de-Gier
- Maire sortant : Vincent Bony (PCF)
- 33 sièges à pourvoir au conseil municipal (population légale 2022 : 15 457 habitants)
- 3 sièges à pourvoir au conseil communautaire (Saint-Étienne Métropole)

| Tête de liste | Tête de liste | Parti(s) | Nuance | Premier tour | Premier tour | Second tour | Second tour | Sièges | Sièges |
| Tête de liste | Tête de liste | Parti(s) | Nuance | Voix         | %            | Voix        | %           | CM     | CC     |
| ------------- | ------------- | -------- | ------ | ------------ | ------------ | ----------- | ----------- | ------ | ------ |

### Roanne
- Maire sortant : Yves Nicolin (LR)
- 39 sièges à pourvoir au conseil municipal (population légale 2022 : 35 364 habitants)
- 26 sièges à pourvoir au conseil communautaire (Roannais Agglomération)

| Tête de liste | Parti(s) | Nuance | Premier tour | Premier tour | Second tour | Second tour | Sièges | Sièges |
| Tête de liste | Parti(s) | Nuance | Voix         | %            | Voix        | %           | CM     | CC     |
| Yves Nicolin  | LR       |        |              |              |             |             |        |        |
| ------------- | -------- | ------ | ------------ | ------------ | ----------- | ----------- | ------ | ------ |

### Roche-la-Molière
- Maire sortant : Éric Berlivet (Agir)
- 29 sièges à pourvoir au conseil municipal (population légale 2022 : 9 853 habitants)
- 2 sièges à pourvoir au conseil communautaire (Saint-Étienne Métropole)

| Tête de liste | Tête de liste | Parti(s) | Nuance | Premier tour | Premier tour | Second tour | Second tour | Sièges | Sièges |
| Tête de liste | Tête de liste | Parti(s) | Nuance | Voix         | %            | Voix        | %           | CM     | CC     |
| ------------- | ------------- | -------- | ------ | ------------ | ------------ | ----------- | ----------- | ------ | ------ |

### Saint-Chamond
- Maire sortant : Axel Dugua (LR)
- 39 sièges à pourvoir au conseil municipal (population légale 2022 : 35 500 habitants)
- 8 sièges à pourvoir au conseil communautaire (Saint-Étienne Métropole)

| Tête de liste | Tête de liste               | Parti(s)          | Nuance | Premier tour | Premier tour | Second tour | Second tour | Sièges | Sièges |
| Tête de liste | Tête de liste               | Parti(s)          | Nuance | Voix         | %            | Voix        | %           | CM     | CC     |
| ------------- | --------------------------- | ----------------- | ------ | ------------ | ------------ | ----------- | ----------- | ------ | ------ |
|               | Axel Dugua[réf. nécessaire] | DVD-LR-LC         |        |              |              |             |             |        |        |
|               | Isabelle Surply             | RN-UDR-IDL        |        |              |              |             |             |        |        |
|               | Jean-Luc Degraix            | DVC               |        |              |              |             |             |        |        |
|               | Jean Minnaert               | PCF-LÉ-PS-PP-SCPT |        |              |              |             |             |        |        |

### Saint-Étienne
- Maire sortant : Gaël Perdriau (DVD)
- 59 sièges à pourvoir au conseil municipal (population légale 2022 : 172 569 habitants)
- 42 sièges à pourvoir au conseil communautaire (Saint-Étienne Métropole)

| Tête de liste            | Tête de liste       | Parti(s)                               | Nuance | Premier tour | Premier tour | Second tour | Second tour | Sièges | Sièges |
| Tête de liste            | Tête de liste       | Parti(s)                               | Nuance | Voix         | %            | Voix        | %           | CM     | CC     |
| ------------------------ | ------------------- | -------------------------------------- | ------ | ------------ | ------------ | ----------- | ----------- | ------ | ------ |
|                          | À déterminer        | LÉ-LFI-SP                              |        |              |              |             |             |        |        |
|                          | À déterminer        | SÉE 2026 (LR-UDI-HOR-RE-MoDem-PRV-PRG) |        |              |              |             |             |        |        |
|                          | Corentin Jousserand | RN                                     |        |              |              |             |             |        |        |
|                          |                     |                                        |        |              |              |             |             |        |        |
| Exprimés                 |                     |                                        |        |              |              |             |             |        |        |
| Votes blancs             |                     |                                        |        |              |              |             |             |        |        |
| Votes nuls               |                     |                                        |        |              |              |             |             |        |        |
| Total                    | Total               | Total                                  | Total  |              | 100          |             | 100         | 59     | 42     |
| Absentions               |                     |                                        |        |              |              |             |             |        |        |
| Inscrits / participation |                     |                                        |        |              |              |             |             |        |        |

### Saint-Galmier
- Maire sortant : Philippe Denis (DVC)
- 29 sièges à pourvoir au conseil municipal (population légale 2022 : 5 848 habitants)
- 2 sièges à pourvoir au conseil communautaire (Saint-Étienne Métropole)

| Tête de liste | Tête de liste | Parti(s) | Nuance | Premier tour | Premier tour | Second tour | Second tour | Sièges | Sièges |
| Tête de liste | Tête de liste | Parti(s) | Nuance | Voix         | %            | Voix        | %           | CM     | CC     |
| ------------- | ------------- | -------- | ------ | ------------ | ------------ | ----------- | ----------- | ------ | ------ |

### Saint-Genest-Lerpt
- Maire sortant : Christian Julien (DVG)
- 29 sièges à pourvoir au conseil municipal (population légale 2022 : 6 182 habitants)
- 2 sièges à pourvoir au conseil communautaire (Saint-Étienne Métropole)

| Tête de liste | Tête de liste | Parti(s) | Nuance | Premier tour | Premier tour | Second tour | Second tour | Sièges | Sièges |
| Tête de liste | Tête de liste | Parti(s) | Nuance | Voix         | %            | Voix        | %           | CM     | CC     |
| ------------- | ------------- | -------- | ------ | ------------ | ------------ | ----------- | ----------- | ------ | ------ |

### Saint-Genest-Malifaux
- Maire sortant : Vincent Ducreux (SE)
- 23 sièges à pourvoir au conseil municipal (population légale 2022 : 2 912 habitants)
- 6 sièges à pourvoir au conseil communautaire (CC des Monts du Pilat)

| Tête de liste | Tête de liste | Parti(s) | Nuance | Premier tour | Premier tour | Second tour | Second tour | Sièges | Sièges |
| Tête de liste | Tête de liste | Parti(s) | Nuance | Voix         | %            | Voix        | %           | CM     | CC     |
| ------------- | ------------- | -------- | ------ | ------------ | ------------ | ----------- | ----------- | ------ | ------ |

### Saint-Héand
- Maire sortant : Jean-Claude Crapart (DVG)
- 27 sièges à pourvoir au conseil municipal (population légale 2022 : 3 684 habitants)
- 1 siège à pourvoir au conseil communautaire (Saint-Étienne Métropole)

| Tête de liste | Tête de liste | Parti(s) | Nuance | Premier tour | Premier tour | Second tour | Second tour | Sièges | Sièges |
| Tête de liste | Tête de liste | Parti(s) | Nuance | Voix         | %            | Voix        | %           | CM     | CC     |
| ------------- | ------------- | -------- | ------ | ------------ | ------------ | ----------- | ----------- | ------ | ------ |

### Saint-Jean-Bonnefonds
- Maire sortant : Marc Chavanne (DVG)
- 29 sièges à pourvoir au conseil municipal (population légale 2022 : 6 594 habitants)
- 2 sièges à pourvoir au conseil communautaire (Saint-Étienne Métropole)

| Tête de liste | Tête de liste | Parti(s) | Nuance | Premier tour | Premier tour | Second tour | Second tour | Sièges | Sièges |
| Tête de liste | Tête de liste | Parti(s) | Nuance | Voix         | %            | Voix        | %           | CM     | CC     |
| ------------- | ------------- | -------- | ------ | ------------ | ------------ | ----------- | ----------- | ------ | ------ |

### Saint-Just-Saint-Rambert
- Maire sortant : Olivier Joly (DVD)
- 33 sièges à pourvoir au conseil municipal (population légale 2022 : 15 579 habitants)
- 13 sièges à pourvoir au conseil communautaire (Loire Forez Agglomération)

| Tête de liste | Tête de liste | Parti(s) | Nuance | Premier tour | Premier tour | Second tour | Second tour | Sièges | Sièges |
| Tête de liste | Tête de liste | Parti(s) | Nuance | Voix         | %            | Voix        | %           | CM     | CC     |
| ------------- | ------------- | -------- | ------ | ------------ | ------------ | ----------- | ----------- | ------ | ------ |

### Saint-Marcellin-en-Forez
- Maire sortant : Éric Lardon (DVD)
- 29 sièges à pourvoir au conseil municipal (population légale 2022 : 5 088 habitants)
- 4 sièges à pourvoir au conseil communautaire (Loire Forez Agglomération)

| Tête de liste | Tête de liste | Parti(s) | Nuance | Premier tour | Premier tour | Second tour | Second tour | Sièges | Sièges |
| Tête de liste | Tête de liste | Parti(s) | Nuance | Voix         | %            | Voix        | %           | CM     | CC     |
| ------------- | ------------- | -------- | ------ | ------------ | ------------ | ----------- | ----------- | ------ | ------ |

### Saint-Martin-la-Plaine
- Maire sortant : Fauchet Martial (SE)
- 27 sièges à pourvoir au conseil municipal (population légale 2022 : 3 768 habitants)
- 1 siège à pourvoir au conseil communautaire (Saint-Étienne Métropole)

| Tête de liste | Tête de liste | Parti(s) | Nuance | Premier tour | Premier tour | Second tour | Second tour | Sièges | Sièges |
| Tête de liste | Tête de liste | Parti(s) | Nuance | Voix         | %            | Voix        | %           | CM     | CC     |
| ------------- | ------------- | -------- | ------ | ------------ | ------------ | ----------- | ----------- | ------ | ------ |

### Saint-Paul-en-Jarez
- Maire sortant : Kamel Bouchou (SE)
- 27 sièges à pourvoir au conseil municipal (population légale 2022 : 4 758 habitants)
- 2 sièges à pourvoir au conseil communautaire (Saint-Étienne Métropole)

| Tête de liste | Tête de liste | Parti(s) | Nuance | Premier tour | Premier tour | Second tour | Second tour | Sièges | Sièges |
| Tête de liste | Tête de liste | Parti(s) | Nuance | Voix         | %            | Voix        | %           | CM     | CC     |
| ------------- | ------------- | -------- | ------ | ------------ | ------------ | ----------- | ----------- | ------ | ------ |

### Saint-Priest-en-Jarez
- Maire sortant : Christian Servant (SE)
- 29 sièges à pourvoir au conseil municipal (population légale 2022 : 6 318 habitants)
- 2 sièges à pourvoir au conseil communautaire (Saint-Étienne Métropole)

| Tête de liste | Tête de liste | Parti(s) | Nuance | Premier tour | Premier tour | Second tour | Second tour | Sièges | Sièges |
| Tête de liste | Tête de liste | Parti(s) | Nuance | Voix         | %            | Voix        | %           | CM     | CC     |
| ------------- | ------------- | -------- | ------ | ------------ | ------------ | ----------- | ----------- | ------ | ------ |

### Saint-Romain-le-Puy
- Maire sortant : Christian Soulier (DVD)
- 27 sièges à pourvoir au conseil municipal (population légale 2022 : 4 121 habitants)
- 3 sièges à pourvoir au conseil communautaire (Loire Forez Agglomération)

| Tête de liste | Tête de liste | Parti(s) | Nuance | Premier tour | Premier tour | Second tour | Second tour | Sièges | Sièges |
| Tête de liste | Tête de liste | Parti(s) | Nuance | Voix         | %            | Voix        | %           | CM     | CC     |
| ------------- | ------------- | -------- | ------ | ------------ | ------------ | ----------- | ----------- | ------ | ------ |

### Savigneux
- Maire sortante : Marie-Thérèse Gagnaire (DVC)
- 23 sièges à pourvoir au conseil municipal (population légale 2022 : 3 489 habitants)
- 3 sièges à pourvoir au conseil communautaire (Loire Forez Agglomération)

| Tête de liste | Tête de liste | Parti(s) | Nuance | Premier tour | Premier tour | Second tour | Second tour | Sièges | Sièges |
| Tête de liste | Tête de liste | Parti(s) | Nuance | Voix         | %            | Voix        | %           | CM     | CC     |
| ------------- | ------------- | -------- | ------ | ------------ | ------------ | ----------- | ----------- | ------ | ------ |

### Sorbiers
- Maire sortante : Marie-Christine Thivant (PS)
- 29 sièges à pourvoir au conseil municipal (population légale 2022 : 8 071 habitants)
- 2 sièges à pourvoir au conseil communautaire (Saint-Étienne Métropole)

| Tête de liste | Tête de liste | Parti(s) | Nuance | Premier tour | Premier tour | Second tour | Second tour | Sièges | Sièges |
| Tête de liste | Tête de liste | Parti(s) | Nuance | Voix         | %            | Voix        | %           | CM     | CC     |
| ------------- | ------------- | -------- | ------ | ------------ | ------------ | ----------- | ----------- | ------ | ------ |

### Sury-le-Comtal
- Maire sortant : Yves Martin (DVC)
- 29 sièges à pourvoir au conseil municipal (population légale 2022 : 6 651 habitants)
- 5 sièges à pourvoir au conseil communautaire (Loire Forez Agglomération)

| Tête de liste | Tête de liste | Parti(s) | Nuance | Premier tour | Premier tour | Second tour | Second tour | Sièges | Sièges |
| Tête de liste | Tête de liste | Parti(s) | Nuance | Voix         | %            | Voix        | %           | CM     | CC     |
| ------------- | ------------- | -------- | ------ | ------------ | ------------ | ----------- | ----------- | ------ | ------ |

### La Talaudière
- Maire sortante : Ramona Gonzalez-Grail (PS)
- 29 sièges à pourvoir au conseil municipal (population légale 2022 : 7 103 habitants)
- 2 sièges à pourvoir au conseil communautaire (Saint-Étienne Métropole)

| Tête de liste | Tête de liste | Parti(s) | Nuance | Premier tour | Premier tour | Second tour | Second tour | Sièges | Sièges |
| Tête de liste | Tête de liste | Parti(s) | Nuance | Voix         | %            | Voix        | %           | CM     | CC     |
| ------------- | ------------- | -------- | ------ | ------------ | ------------ | ----------- | ----------- | ------ | ------ |

### Unieux
- Maire sortant : Christophe Faverjon (PCF)
- 29 sièges à pourvoir au conseil municipal (population légale 2022 : 8 495 habitants)
- 2 sièges à pourvoir au conseil communautaire (Saint-Étienne Métropole)

| Tête de liste | Tête de liste | Parti(s) | Nuance | Premier tour | Premier tour | Second tour | Second tour | Sièges | Sièges |
| Tête de liste | Tête de liste | Parti(s) | Nuance | Voix         | %            | Voix        | %           | CM     | CC     |
| ------------- | ------------- | -------- | ------ | ------------ | ------------ | ----------- | ----------- | ------ | ------ |

### Veauche
- Maire sortant : Gérard Dubois (DVC)
- 29 sièges à pourvoir au conseil municipal (population légale 2022 : 8 984 habitants)
- 9 sièges à pourvoir au conseil communautaire (CC de Forez-Est)

| Tête de liste | Tête de liste | Parti(s) | Nuance | Premier tour | Premier tour | Second tour | Second tour | Sièges | Sièges |
| Tête de liste | Tête de liste | Parti(s) | Nuance | Voix         | %            | Voix        | %           | CM     | CC     |
| ------------- | ------------- | -------- | ------ | ------------ | ------------ | ----------- | ----------- | ------ | ------ |

### Villars
- Maire sortant : Jordan Da Silva (DVD)
- 29 sièges à pourvoir au conseil municipal (population légale 2022 : 7 705 habitants)
- 2 sièges à pourvoir au conseil communautaire (Saint-Étienne Métropole)

| Tête de liste | Tête de liste | Parti(s) | Nuance | Premier tour | Premier tour | Second tour | Second tour | Sièges | Sièges |
| Tête de liste | Tête de liste | Parti(s) | Nuance | Voix         | %            | Voix        | %           | CM     | CC     |
| ------------- | ------------- | -------- | ------ | ------------ | ------------ | ----------- | ----------- | ------ | ------ |

### Villerest
- Maire sortant : Philippe Perron (DVD)
- 29 sièges à pourvoir au conseil municipal (population légale 2022 : 5 175 habitants)
- 3 sièges à pourvoir au conseil communautaire (Roannais Agglomération)

| Tête de liste | Tête de liste | Parti(s) | Nuance | Premier tour | Premier tour | Second tour | Second tour | Sièges | Sièges |
| Tête de liste | Tête de liste | Parti(s) | Nuance | Voix         | %            | Voix        | %           | CM     | CC     |
| ------------- | ------------- | -------- | ------ | ------------ | ------------ | ----------- | ----------- | ------ | ------ |